# Delirium
Delirium je kvalitativní poruchou vědomí neboli obluzené vědomí. Jde o nespecifickou psychopatologickou reakci mozku na jakoukoliv redukci činnosti centrální nervové soustavy s globálním postižením kognitivních funkcí. Projevuje se neschopností integrovat psychické funkce, správně vnímat a hodnotit okolí a svou roli v něm.
Jako tzv. psychogenní deliria jsou označovány obdobné stavy vznikající v úvodní fázi manické či depresivní epizody, psychotických poruch (schizofrenie, schizoafektivní poruchy) nebo v důsledku intenzivního psychického stresu.
Odlišujeme také deliria vznikající v souvislosti s užíváním psychoaktivních látek (např. F10.4 – alkoholový odvykací stav s deliriem (delirium tremens) dle MKN-10) a deliria ostatní, tzv. organická.

## Rozdělení
Dle stupně neklidu se rozlišují formy hyperaktivní, hypoaktivní (blandní) a smíšená.

## Etiologie
Integrace psychických funkcí je mimořádně komplexní činností, která selhává při jakémkoliv významnějším narušení fyziologických procesů v organismu. V tomto smyslu představuje delirium nespecifický následek organického postižení. To může mít původ primárně v CNS nebo vzniká sekundárně při závažnější alteraci somatického stavu jinde v organismu.

## Klinický obraz
V popředí je zmatený obsah duševní činnosti s dezorientací různými směry, poruchami pozornosti, zmateným myšlením, iluzemi až halucinacemi a měnlivými, spíše sekundárně vznikajícími bludy, vystupňovaná bývá rovněž sugestibilita. Představy ztrácejí svůj subjektivní rozměr, nabývají charakter snových stavů a nejsou odlišovány od reality.
Je narušen cyklus spánek a bdění, typicky se dostavuje jejich inverze. Kognitivní funkce jsou narušeny prakticky ve všech směrech a po odeznění deliria přetrvává plná nebo ostrůvková amnézie na období poruchy vědomí. V emoční oblasti je typická nestabilita a proměnlivost, dostavují se úzkost, deprese, apatie nebo naopak dráždivost, zlostnost či euforie.
Komplexnost poruchy má výrazný a většinou nápadný dopad na jednání, projevuje se ve snížené nebo zvýšené aktivitě, motoricky i verbálně. Může dojít k agresivnímu jednání zaměřenému vůči sobě i vůči okolí, pod vlivem nepřiléhavého chování může dojít rovněž k nechtěnému poranění. Typické pro obraz deliria je kolísání stavu, kdy k přechodu mezi zdánlivě normálním stavem a plně vyjádřenou poruchou dochází velmi rychle až zlomově a v průběhu jednoho dne mohou takové změny nastat opakovaně.